# Masséré
Masséré est une commune située dans le département de Kindi de la province de Boulkiemdé dans la région du Centre-Ouest au Burkina Faso.

## Géographie
Masséré se trouve à 7 km au sud-est de Kindi, le chef-lieu du département.

## Démographie
| 2003  | 2006  | 2012 |
| ----- | ----- | ---- |
| 1 334 | 2 061 | -    |

## Santé et éducation
Le centre de soins le plus proche de Masséré est le centre de santé et de promotion sociale (CSPS) de Kindi tandis que le centre médical avec antenne chirurgicale (CMA) se trouve à Nanoro.
Le village possède deux écoles primaires publiques (dans le bourg et à Kougmassa).